# みやこ祭
『みやこ祭』（みやこまつり、Miyako Festival/Miyako Matsuri）は、東京都立大学で開催されている大学祭である。

## 概要
「みやこ祭」は、首都大学東京(現・東京都立大学)南大沢キャンパスの大学祭として2005年の首都大学東京開学初年度から開催されている。通例毎年11月上旬の文化の日を含めた3日間で実施される。学生が自ら創る大学祭として、学生自身がみやこ祭全般の企画・運営を担っている。みやこ祭の規模は、3日間で3万人を動員する程度で首都圏における学園祭の中でも中程度の規模であるが、近年の注目度の上昇により来場者数は年々増加傾向にある。東京都立大学では他にも、荒川キャンパスで青鳩祭が開かれているが、各大学祭同士の相互交流などはない。

## 沿革
- 2005年  　首都大学東京開学　新大学の学園祭の名称が「みやこ祭」に決定
- 2007年  　大学祭常任委員会で渉外局から派生する形で、広報局が新たに発足
- 2008年
  - 7月　それまで当学園祭を運営していた大学祭常任委員会が解体、新しく大学祭運営会が発足
    - 首都大学東京南大沢キャンパス大学祭運営会規約、大学祭総会運営細則発効
- 2013年  　みやこ祭の開催時間が30分短縮され22：00までとなる
- 2016年  　開催時間短縮21：30までに変更
- 2020年  新型コロナの影響で中止
- 2022年　開催が再開となる

## 由来
現大学の母体となった東京都立大学 (1949-2011)と首都大学東京（現・東京都立大学）双方の大学名に共通して含まれている「都」の一文字をとり、都立大の伝統を損なわず、首都大として新たな発展を試みるという意味が込められた。また、「都」という文字には、多くのものを一つに集めるという意味や充実して立派であるという意味が含まれており、4大学が一つに統合して設立された当大学にふさわしいというところから現在の名前がついている。

## テーマ・ロゴ
毎年、大学祭実行委員会(後述)によりテーマが決定される。このテーマは、毎年春に決定され、その年のみやこ祭の大きな根幹をなすものとなる。歴代のテーマは、英単語一つであることが多く、それぞれにその年ごとの委員の願いや思い、そして、全体方針などを踏まえて設定されている。決定されたテーマは、大学祭期間中に販売されるパンフレットや、ポスターに記載され大々的に広報される。また、ロゴはテーマ決定後に、大学祭実行委員会または一般公募によってロゴの原案が揃えられ、実行委員会の互選によって決定される。このロゴも、テーマと同様に多くの場面で使用される。

## 会場
みやこ祭の会場となる南大沢キャンパスは、都内でも有数の広さを誇るキャンパスである。また、キャンパスは東西に細長い形状をしており、会場内を見て回るだけでもかなりの時間を要するようになっている。みやこ祭の会場は大きく分けて3つのゾーンに分けてみることができる。

### 本部・文系ゾーン
本ゾーンは南門を入ってすぐの所に位置しており、みやこ祭の主たる会場として機能している。空の目門（まど）と呼ばれるオブジェの前には特設ステージが設けられ、各サークルの発表や企画が開催されるほか、メインストリートであるインフォメーションギャラリーには多数の模擬店が立ち並んでいる。またこのゾーンに位置している1号館や7号館の教室では屋内で開催される企画が行われ、南門入ってすぐのところに位置する講堂では講演会をはじめたとした実行委員会主催による企画や各サークルのコンサートやショーなどにも利用される。

### 交流ゾーン
インフォメーションギャラリーを抜けた先にあるこのゾーンには、生協、図書館、国際交流会館等が立地しており、その名の通り様々な文化交流施設が存在している。みやこ祭では生協広場に特設ステージを設置し、本部企画等が行われているほか、模擬店が生協広場周辺や図書館前などに多数設置されている。図書館前には2015年まで特設ステージがあったが、2016年からは撤去され、跡地にはトリックアートが設置された。ゾーン内にある学生ホールには、生協広場の特設ステージ上となるところに垂れ幕が2015年から設置されているうえ、大学祭の本部と後述する安全委員会の本部が設置されており、大学祭期間中は両本部が大学祭運営の業務の中枢を担っている。理系ゾーンへと続く並木道では、フリーマーケットも開催されている。

### 理系・スポーツゾーン
理系の研究室や実験室が多く立地したり、運動施設が存在するこのゾーンでは、主に実行委員会による本部企画が多く行われている。交流ゾーンから続く道ではフリーマーケット、11号館ではTECHNO SQUAREが開催されている。また、8号館、9号館、飼育棟などではオープンラボと呼ばれる研究室等の公開が行われている。運動施設では野球場で花火の打ち上げが行われており、その観覧のために多目的運動場が開放されている。

## 運営
みやこ祭の開催・運営は、東京都立大学南大沢キャンパス大学祭運営会が担っている。東京都立大学南大沢キャンパス大学祭運営会（以下大学祭運営会）は、みやこ祭を開催するための機関の総称であり、下部組織として大学祭総会、実行委員会、安全委員会を東京都立大学南大沢キャンパス大学祭運営会規約（以下大学祭規約）にて定めており、実質的な運営は、その下部組織である実行委員会と安全委員会が執り行っている。
当大学開学当初は、旧・東京都立大学時代に「都立祭」を運営していた大学祭常任委員会が引き続き当大学祭の企画・運営を行っていたが、2007年に一部の学生から大学祭常任委員会の運営の根拠となる規約が正式に存在していないことを問題視され、それにより一時は委員会自体が存続の危機に立たされていたが、翌2008年に学生上部団体の後押しによって新規約が作成され、大学祭常任委員会に代わる新たな大学祭運営機関の新設という形で大学祭運営会が発足し、それ以降のみやこ祭の運営を行っている。

### 大学祭総会
大学祭総会（以下総会）は、みやこ祭運営の最高決定機関として実行委員長によって召集される。構成員は首都大学東京体育会、文化部連合、サークル連合いずれかに加盟する団体の代表者1名である。例年、年に3回ほど招集され、役員、実行委員の選出や予算案、決算報告の承認、規約の改廃等を行い、大学祭の方向性を決定するものとなっている。また大学祭規約に定められた大学祭運営会の構成員に限って、総会を傍聴することができる。

### 実行委員会
実行委員会は、総会によって選出された役員及び実行委員によって構成されており、大学祭に関する業務の執行機関である。大学祭に関連する業務のほとんどを担っており、来場者、参加学生、教授等の大学祭における窓口として機能している。一般的に首都大の大学祭実行委員会とされる団体は、この組織のことを指しており、大学内では実行委員会の通称として「めぽ」という呼び名も使用されることが多い。この呼び名は、旧・都立大の大学祭である「メポタン祭」の名称からとられており、旧・都立大時代から続く名残をのぞかせる。実行委員会は、役員と実行委員が総会で選出されるが、実質的には一サークルとして活動している部分が多く、新歓期にはほかのサークルと同様に新歓活動を行い、新入生を集めている。しかしながら、総会の選挙で選出されるのは2年生以上の実行委員のみであるため、実行委員会内では2年生以上を幹部として一応の区別をつけている。（以下より、総会で選出された実行委員を「幹部」と称する）そのため、1年生は実行委員会に入会はするものの、厳密には実行委員として肩書きはなく、大学祭スタッフとして所属しているという構図になっている。（だがこの構図は、実行委員会に所属していない多くの学生にとっては認知が難しいため、学年を問わず所属している者を実行委員として解釈し、それが通例となっている。）実行委員会では、役員と幹部によって「運営会」と称される会議を行い、大学祭運営にかかわる諸議題を話し合い、大学祭の方針等を決定しているほか、役員、幹部と1年生の実行委員を含めて「全体会」という会議を毎週開催している。また、大学祭運営の統括を円滑に行うために、実行委員会の下部組織として「局」を置くことが規定されており、実行委員は各々以下に記載されるいずれかの局に入って活動を行っている。

#### 企画局
大学祭において実行委員会が主催する企画（以下本部企画）の企画・運営を行っている。

#### 事務局
大学祭参加団体・一般企画の統括及び各種事務手続きを行っている。総会やみやこ祭参加準備会議（詳細は後述）の運営、進行も担当している。また、一部の本部企画の企画・運営も担っている。

#### 渉外局
大学祭に関する渉外活動並びに協賛や広告、寄附金の募集における活動を行っている。また、大学祭における案内看板の作成や一部の本部企画の企画・運営も行っている。

#### 広報局
「第３回みやこ祭」の運営時より活動を開始。大学内外に対する広報活動を行っている。また、大学祭における大学祭本部の公式の出版物の発行や、大学祭期間中の大学構内における装飾活動も行っている。

### 安全委員会
安全委員会は、大学祭期間中における会場の管理、安全確保を目的として結成されている機関である。大学祭を安全に終了させるための諸業務の統括や、先述した目的達成のための規約、制度の改廃を担っている。安全委員会の本部委員は、実行委員会から2名の他にも、学生上部団体とされる文化部連合役員会、体育会本部、サークル連合理事会、南大沢・日野学生自治会執行委員会、学生ホール管理運営委員会事務局から選出された各1名によって構成されている。また、参加団体から代表の１名が安全管理責任者として選出され、各団体の安全及び当委員会の理念でもある「自主管理・自主運営」を浸透させるための活動を行っている。しかし、安全委員会の主な活動である「大学祭の会場管理、安全確保」の運営については、先述の実行委員会に所属する委員がその一切を担当している。（そのため、実行委員会に所属している学生は、みやこ祭スタッフと安全委員会スタッフを兼任する形になっている）

#### 供託金・補償金制度
みやこ祭では、参加団体に対して「供託金・補償金制度」を採用している。これは、みやこ祭参加団体における「自主管理・自主運営」という安全委員会の基本理念に基づいて設定されており、みやこ祭におけるあらゆる問題を未然に防ぎ、大学祭を円滑に進行させることを目的とした「供託金」と参加団体全体での大学構内施設の保護及び、構内施設の汚損・破損防止を目的とした「補償金」の２種類から成り立っている。事の発端は、1994年の「第46回都立祭」において、飲酒による重大な事件が参加学生によって引き起こされたことである。これを契機に、翌95年の「第47回都立祭」で飲酒全面禁止などの大学側から与えられた大学祭の開催条件に加えて、安全委員会の基本理念を徹底させるべく、実行委員会（当時は大学祭常任委員会）と安全委員会が共同で現制度の原型となる条規を総会（当時は大学祭委員総会）で提案・採択した。その後、当局と実行委員会との協議の上飲酒は再び容認され、現在に至っている。

## 会議
みやこ祭を運営していく過程において、出演者や関係者などを対象とした会議が、5月から12月にかけて開催されている。先述した大学祭総会のほかに、みやこ祭参加準備会議や模擬店設置会議、部屋割会議、タイムテーブル会議、全体準備会議、全体後片付け会議、みやこ祭報告会議等の関係者会議が開かれており、大学祭に参加するための各種申請や伝達事項の通達、大学祭の運営に関する事柄を決定する会議となっている。みやこ祭の企画や模擬店等に参加する際には、その参加する形態に応じたそれぞれの会議に参加しなければならない。

## 運営経費
みやこ祭の経費は、主に企業からの協賛金、学生自治会、同窓会からの援助金、学生及び教職員からの寄附金によって賄われている。企業からの協賛金は、多くがみやこ祭公式パンフレットに掲載する企業や商店の広告掲載料で賄われており、広告出稿の依頼や広告デザインの制作等を全て学生の手で行っている。また企業からの物品協賛の依頼等もあわせて行っている。新学期が開始した4月の南大沢キャンパスでは、生協広場やインフォメーションギャラリーにて募金箱を手にした大学祭実行委員が、学生からの寄附金を募っている様子が見られる。

## 広報活動
みやこ祭の学内における広報活動は、主に立て看板を用いて行われる。看板には、直近の会議の日程や議題の告示、みやこ祭での学生に対する注意事項等が掲載される。10月に入ると、講堂前のイチョウ並木などに本部企画を宣伝する看板や、みやこ祭までのカウントダウンを示す看板が立てられるうえ、南門付近にはゲートが製作されるため、みやこ祭が近づいていくにつれて構内が色鮮やかになっていく様子を見ることができる。学外に対しては、ポスターやビラ、公式サイト、Twitter等を利用した広報活動が行われる。ポスターは、南大沢キャンパス周辺の商業施設や企業、教育施設等に掲示され、ビラは主に近隣の一般家庭へと配布されるが、これらのポスター及びビラは、そのほとんどが実行委員自らの手によって9月ないし10月に各店舗や家庭へと配布されている。配布されるビラには福引券がついているため、南大沢キャンパス周辺の家庭では、みやこ祭のビラが投函されることを心待ちにしているところも少なくない。

### パンフレット・リーフレット
みやこ祭では大学祭期間中、構内で公式パンフレットを販売している。近隣で開催される他の大学祭では、公式パンフレットが無料で配布されるところが多くなっているが、みやこ祭では一部100円の有料で販売を行っている。しかしながら、パンフレットの購入者に対しては、福引券やクーポンといった特典がついてくるということもあって、有料ながらも公式パンフレットの売れ行きは毎年好調である。また、構内では、みやこ祭のリーフレットの無料配布も行っている。リーフレットには、公式パンフレットには及ばないものの、マップやタイムテーブルといったみやこ祭における大まかな内容が網羅されており、パンフレットを購入しない来場者に対しても内容が把握できるよう配慮がなされている。2018年度までは上記のように有料であったパンフレットであるが、2019年度のみやこ祭では公式パンフレットが無料化され、希望者全員に配布される形となった。

## みやこ祭実施企画

### 本部企画
実行委員会によって立案・運営される企画は、本部企画としてみやこ祭では紹介される。毎年、実行委員会によって各企画の概要や実施内容が練り上げられ、総会で承認を得ることで実施が決定される。2016年に開催された「第12回みやこ祭」では、4つの企画が新たに本部企画として登場し、合わせて16の企画が本部企画として行われた。

#### 現在行われている本部企画（2019年開催の企画）
- 子供実験教室
- 学生漫才GP
- 公開講義
- 秋音祭
- MUSIC FESTIVAL
- フリーマーケット
- TECHNO SQUARE
- FLASH MOB
- ヒーローショー
- キャンパスツアー
- プロジェクションマッピング
- 花火
- みやこ祭スポーツフェス
- お笑いライブ
- Virtual Reality

#### 過去に開催していた本部企画
- Tokyo Metropolitan the Brightest Award
- ecoブース
- STREET JACK (第2回-第11回)
- カラオケ大会 (第1回-第11回)
- OPENING (開始回不明-第12回)
- ENDING (第12回)
- 講演会
- 模擬店グランプリ (開始回不明-第12回) ※現在でも本部企画としてではないが行われている。[1]
- 笑王グランプリ
- NO LIMITS CHALLENGE

### 一般企画
本部企画以外の企画は全て一般企画として紹介される。一般企画には、屋内企画、模擬店企画、特別参加企画の3形態が存在し、みやこ祭の各参加団体は、このいずれかの形態でみやこ祭に参加している。また各参加団体は参加するにあたって、参加形態ごとの参加企画書を実行委員会に提出したのち、本部企画同様、総会で承認を得なければならない。一般企画への参加条件は、大学祭規約にて定められた構成員（南大沢キャンパスの籍を置く全学部生または大学院生）を含む団体であり、大学祭運営会の目的に賛同していることが条件となっている。

### その他の企画
上記の本部企画には該当しないが、スタンプラリーや福引、模擬店グランプリなどの企画が大学祭実行委員会によって行われている。

## 歴代開催記録
| 回 | 開催日          | 来場者数 | テーマ                     | ゲスト                                             | 本部企画数 | 模擬店数 | 総参加団体数 | 備考                             |
| -- | --------------- | -------- | -------------------------- | -------------------------------------------------- | ---------- | -------- | ------------ | -------------------------------- |
| 1  | 2005年11月4‐6日 | 15,000人 | NO FES、NO LIFE            | 清水ミチコ                                         | 11         | 63       | 116          |                                  |
| 2  | 2006年11月3‐5日 | 22,383人 | 住めばみやこ、来ればみやこ | 筧利夫                                             | 10         | 87       | 131          |                                  |
| 3  | 2007年11月2‐4日 | 21,699人 | ただ、祭を愛してる         | ブラザートム                                       | 13         | 87       | 125          |                                  |
| 4  | 2008年11月1‐3日 | 26,509人 | Metrogic Force             | ガッツ石松                                         | 13         | 78       | 114          | この回より大学祭運営会による運営 |
| 5  | 2009年11月1‐3日 | 25,021人 | go on.                     | 箭内道彦                                           | 13         | 87       | 125          |                                  |
| 6  | 2010年11月1‐3日 | 24,121人 | VIVID                      | 大森一樹                                           | 14         | 85       | 115          |                                  |
| 7  | 2011年11月3‐5日 | 28,294人 | Jump                       | 鈴木おさむ                                         | 15         | 88       | 115          |                                  |
| 8  | 2012年11月1‐3日 | 30,408人 | Cool                       | 佐久間一行、ものいい、大西ライオン                 | 14         | 86       | 121          |                                  |
| 9  | 2013年11月3‐5日 | 30,106人 | gloria                     | エハラマサヒロ、チーモンチョーチュウ、ニューヨーク | 14         | 84       | 119          |                                  |
| 10 | 2014年11月2‐4日 | 27,833人 | 十年十色                   | 木下優樹菜                                         | 12         | 92       | 128          |                                  |
| 11 | 2015年11月1‐3日 | 31,208人 | liberty                    | 本郷奏多                                           | 14         | 87       | 122          |                                  |
| 12 | 2016年11月3‐5日 | 34,786人 | watch                      | 松井愛莉、花岡なつみ                               | 16         | 79       | 118          |                                  |
| 13 | 2017年11月2‐4日 | 34,822人 | Bloom                      | 志尊淳                                             | 14         | 76       | 127          |                                  |
| 14 | 2018年11月1‐3日 | 28,934人 | Direction                  | トレンディエンジェル、フルーツポンチ、田畑藤本     | 14         | 75       | 133          |                                  |
| 15 | 2019年11月3-5日 | 32,237人 | Lasting                    | 東京03、マヂカルラブリー、ターリーターキー         | 15         | 79       | 130          |                                  |

## その他

### 環境に対する取り組み
みやこ祭では、実行委員内で「チームeco」を立ち上げ、環境に配慮した大学祭をめざした活動が行われている。主な活動としては、ごみの分別の徹底や、ペットボトルキャップ回収によるワクチン寄与、廃油のリサイクル活動、環境にやさしい紙皿の利用呼びかけなどが挙げられる。過去には、ecoに関するワークショップやmy箸を持参してもらうプロジェクトなども行っており、専用のブースも設置されていたが、現在はブース等の設置は行われていない。